# GPON
GPON (англ. Gigabit Passive Optical Network) — представник сімейства пасивних технологій оптичних мереж доступу PON (англ. Passive Optical Network). Технологію специфіковано у рекомендації ITU-T G.984. Серед інших технологій PON можна виділити застарілі: APON, BPON, EPON; та конкуруючу GEPON. GEPON є стандартом IEEE, та здебільшого присутня на азійських ринках, у глобальному вимірі перевагу надано GPON. Серед переваг GPON висока швидкість, синхронний формат кадру, інтеграція з ATM та TDM технологіями та визначення планів розвитку.
Мережа GPON складається з:
- Станційного терміналу OLT (англ. Optical Line Terminal), якій містить у собі певну кількість портів GPON (типово від 4 до 112) та порти Gigabit Ethernet або 10 Gigabit Ethernet для підключення до транспортної IP мережі.
- Абонентського терміналу ONT (Optical Network Terminal). ONT може бути розрахованим на одного користувача та мати порти Ethernet, POTS та RF TV, або на групу користувачів, або на організацію, та мати порти Ethernet, xDSL, POTS, E1, RF TV.
- Повністю пасивної оптичної розподільчої мережі між ними, яка складається зі сплітерів з коефіцієнтом розділення від 1:2 до 1:64, що розташовані централізовано, або розподілено.

Передача з OLT ведеться на довжині хвилі 1490 нм зі швидкістю 2,5 Гбіт/с, а приймання — на довжині хвилі 1310 нм зі швидкістю 1,25 Гбіт/с. Таким чином забезпечується робота системи по одному волокну за принципом WDM. Асиметричність швидкостей потоку обумовлена характером трафіку низхідного протоку (закачування файлів, передача відео).
Одночасна робота багатьох абонентів у одному волокні забезпечується:
- У низхідному потоці (від OLT до ONT) за принципом широкомовлення — усі кадри передаються усім абонентам у зашифрованому 128-бітним ключем вигляді, і кожен ONT має доступ своїх кадрів.
- У висхідному потоці працює принцип TDM. Кожен з ONT веде передачу тільки у своєму проміжку часу.

Стабільна та гнучка робота досягається завдяки повній синхронізації мережі разом з динамічним розподілом смуги перепуску.
Побудова розподільної мережі GPON є цікавим і творчим процесом, при якому необхідно враховувати як технічні характеристики, так і економічні аспекти різних топологій. У міській місцевості раціональним є застосування сплітерів малої ємності (1:2 — 1:4 у зовнішній мережі), далі у будинку коефіцієнт сплітера залежить від кількості абонентів (1:8, 1:16, 1:24, 1:32, 1:64) і далі індивідуальне волокно іде до кожного з абонентів. У сільській місцевості переваги GPON проявляються навіть у більшій мірі. Тут раціональним є встановлення кінцевого сплітера в залежності від групи близьких один до одного домів. Також, окрім FTTH, GPON може використовуватися у FTTB та FTTC топологіях із застосуванням групових ONT.
Стабільна та гнучка робота GPON досягається завдяки повній синхронізації мережі разом з динамічним розподілом смуги пропускання. 
Перевагами GPON є:
- Економія волокон. До 128 абонентів на одне волокно, протяжність мережі до 60 км;
- Ефективне використання смуги пропускання оптичного волокна;
- Швидкість до 2,488 Гбіт/с по низхідному потоку і 1,244 Гбіт/с по висхідному потоку;
- Надійність. У проміжних вузлах дерева містяться тільки пасивні оптичні розгалужувачі, які не потребують обслуговування;
- Масштабованість. Деревоподібна структура мережі доступу дає можливість підключати нових абонентів найощадливішим способом;
- Можливість резервування як всіх, так і окремих абонентів;
- Гнучкість. Використання ATM як транспорту дозволяє надавати абонентам саме той рівень сервісу, який їм потрібен;
- Стабільність і резистентність. Нова мережа не чутлива до впливу чинників, котрі негативно позначаються на якості підключення через мідні мережі: окислення металу і зниження з часом параметрів якості послуги, залежність від електропостачання проміжних вузлів тощо;
- Передача даних мережею у вигляді осередків ATM;
- Режими роботи, а саме симетричний і асиметричний режими;
- Оптимізація капітальних витрат, яка досягається завдяки концентрації великої кількості абонентів на одне волокно та централізацією та малою кількістю активного обладнання;
- Експлуатаційні витрати є головною статтею економії завдяки GPON.

Головними факторами стабільної і надійної роботи GPON є — централізація обладнання та керування мережею, проста та надійна пасивна інфраструктура мережі, відсутність активного обладнання всередині мережі, відповідно значна економія електроенергії та орендних витрат. Завдяки найвищим швидкостям та механізмам керування трафіком технологія GPON дозволяє надати найкращий та найякісніший пакет послуг та максимізувати прибутки оператора. 

## GPON в Україні
Одним з операторів, що надає послуги оптичного інтернету за технологією GPON є Фарлеп-Інвест, який з 2021 року входить до групи компаній Vodafone Україна. Фарлеп-Інвест надає послуги домашнього інтернету в межах тарифів «Gigabit by Vega» та «Vodafone Gigabit Net». Як повідомляється, GPON – це гігабітна пасивна оптична мережа, що дозволяє розвивати швидкість передачі даних до 1 000 Мбіт/с, що в сорок разів перевищує можливості модемної технології ADSL.
Протягом травня 2023 року, Фарлеп-Інвест в ході розширення власної оптичної мережі GPON, успішно під’єднав до мережі понад 50 будинків у різних містах України, а саме в Києві, Дніпрі, Запоріжжі, Харкові, Одесі, Чорноморську та Львові.
Під назвою Vodafone GigabitNet послугу високошвидкісного фіксованого інтернету на початку червня 2023 року представив оператор зв’язку «Vodafone Україна». Першими можливість скористатися цією пропозицією отримали мешканці міст Києва, Львова, Одеси та Дніпра. Vodafone GigabitNet надаватиме доступ до інтернету через мережу, побудовану за технологією GPON сімейства пасивних технологій оптичних мереж доступу PON, яка забезпечує швидкість до 1 Гбіт/с. Ця передова технологія дозволяє надавати послугу навіть у тих випадках, коли відсутнє енергопостачання у будинку. Для цього достатньо під’єднати пристрій безперебійного живлення до модема. У майбутньому GPON-мережа Vodafone GigabitNet може бути модернізована до XGS-PON, що дозволить значно збільшити швидкість передачі даних, аж до 10 Гбіт/с.
Про запуск в Україні інтернету за технологією GPON, в кінці січня 2024 року повідомила компанія «Київстар». Компанія надаватиме за цією технологією такі сервіси, як фіксований інтернет, передачу даних, телефонія, на швидкості від 20 до 100 Мбт/с. До кінця березня 2024 року «Київстар» планує підключити до високошвидкісного інтернету за технологією GPON 7 міст України.
Також інтернет за технологією GPON почав підключати провайдер Simnet,